# Бъдеще (село)
 Тази статия е за селото.  За времевия период вижте Бъдеще.  
Бъ̀деще е село в Южна България, община Стара Загора, област Стара Загора.

## География
Село Бъдеще се намира на около 13 km юг-югозападно от областния и общински център Стара Загора и 31 km изток-североизточно от град Чирпан. Разположено е в Старозагорското поле на Горнотракийската низина, върху равен терен южно от река Ракитница. Надморската височина в центъра на селото е около 162 m.
Климатът е преходно-континентален. В землището на селото преобладават смолници, планосоли и наносни почви.
Поминъкът на населението е предимно производство на зеленчуци и зърнени храни, говедовъдство, овцевъдство.
През западния край на село Бъдеще минава с направление север-юг – от Русе покрай Стара Загора до ГКПП Маказа, първокласният републикански път I-5, който на около 3 km северно от селото се свързва с автомагистрала Тракия в пътен възел на две нива. Общински пътища свързват Бъдеще на изток със селата Стрелец и Пъстрен, а на запад със село Петрово.
Землището на село Бъдеще граничи със землищата на: село Загоре на север; село Коларово на изток; село Стрелец на югоизток; селата Средец и Ястребово на юг; село Петрово на югозапад; село Памукчии на запад.
Етническият състав на населението на село Бъдеще по численост и дял на етническите групи според преброяването през 2011 г. е:
| Етнически групи     | Численост | Дял (в %) |
| Общо                | 406       | 100       |
| Българи             | 114       | 28,08     |
| Турци               | ...       | ...       |
| Цигани              | 19        | 4,68      |
| Други               | ...       | ...       |
| Не се самоопределят | ...       | ...       |
| Не отговорили       | 271       | 66,75     |

Към 15 март 1924 г. в село Бъдеще има регистрирани: 297 души по постоянен адрес; 498 души по настоящ адрес; 242 души по постоянен и настоящ адрес в същото населено място.
Числеността на населението на село Бъдеще по данните от преброяванията от 1934 г. насам се променя както следва:
| \| Година на преброяване \| Численост \| \| --------------------- \| --------- \| \| 1934 \| 1020 \| \| 1946 \| 1019 \| \| 1956 \| 989 \| \| 1965 \| 824 \| \| 1975 \| 705 \| \| 1985 \| 569 \| \| 1992 \| 537 \| \| 2001 \| 511 \| \| 2011 \| 406 \| \| 2021 \| 436 \| |           |
| Година на преброяване | Численост |
| 1934 | 1020      |
| 1946 | 1019      |
| 1956 | 989       |
| 1965 | 824       |
| 1975 | 705       |
| 1985 | 569       |
| 1992 | 537       |
| 2001 | 511       |
| 2011 | 406       |
| 2021 | 436       |

## История
След Руско-турската война 1877 – 1878 г. по Берлинския договор 1878 г. селото – тогава с име Ахиево, остава в Източна Румелия; присъединено е към България след Съединението 1885 г. Село Ахиево е преименувано на Бъдеще през 1906 г.
В околностите на село Бъдеще има следи от праисторическо и от тракийско селище, надгробни тракийски могили.
Първи сведения за селото има в турски регистри от 18 век.
Жителите на село Ахиево (Бъдеще) участват в Старозагорското въстание 1875 г. и в Руско-турската война 1877 – 1878 г. (селото е наградено с юбилеен медал „100 години Априлско въстание 1876-1976 г.“).
Православната църква „Свети пророк Илия“ в село Бъдеще е построена през 1850 г. и е осветена през 1873 г. от Иларион Макариополски. През 1877 г. храмът е опожарен и е възстановен през 1888 г. Иконостасът е изработен от Тодор Ненов от Дебър. Камбанарията е построена в съседство върху висока тракийска могила.
Първото училище в село Ахиево (Бъдеще) е открито през 1875 г. Началното училище „Св. Св. Кирил и Методий“ (с присъединена група в детска градина) в село Бъдеще действа до закриването му през 2008 г.

## Обществени институции
Село Бъдеще към 2025 г. е център на кметство Бъдеще.
В село Бъдеще към 2025 г. има:
- действащо читалище „Васил Левски 1921 г.“;[14][15]
- православна църква „Свети пророк Илия“;[16]
- пощенска станция.[17]

## Културни и природни забележителности
Паметник в чест на загиналите от село Бъдеще през Балканската (1912 – 1913 г.) и Първата световна (1915 – 1918 г.) войни има в средата на широко улично кръстовище южно от църквата. Открит е през 1936 г.
Част от землището на село Бъдеще попада в обхвата на защитената зона по директивата за местообитанията „Река Съзлийка“.

## Личности
Майката на поп Минчо Кънчев – автор на ръкописната книга „Видрица“ е родена в Ахиево (Бъдеще).